# 田川地区消防組合
田川地区消防組合（たがわちくしょうぼうくみあい）は福岡県田川市、田川郡香春町、添田町、川崎町、糸田町、大任町、福智町、赤村によって構成される一部事務組合（消防組合）である。消防本部は田川地区消防本部である。

## 概要
- 消防本部：福岡県田川市大字川宮1570
- 管内面積：363.73km2
- 消防署数1、分署数3、分遣所数1

## 沿革
- 1948年（昭和23年）
  - 2月10日 - 特設田川消防署設置
  - 3月7日 - 自治体消防に移行。田川市消防本部を設置。
  - 6月25日 - 後藤寺分署設置。
- 1960年（昭和45年）
  - 3月4日 - 田川地区消防組合設置の許可を受ける
  - 4月1日 - 田川地区消防組合・同消防本部・消防署設置。
  - 12月13日 - 金田・川崎分署を開設
- 1962年（昭和47年）
  - 7月6日 - 添田出張所及び香春分遣所を開設
- 1987年（昭和62年）12月11日 - 田川消防署移転。後藤寺分署を統合の上、廃止。
- 2006年（平成18年）3月6日 - 赤池町・ 方城町・金田町が合併し、福智町誕生。
- （時期不明）添田出張所を、分署に格上げ

## 組織
- 消防組合 - 消防組合議会、監査委員、情報公開等審査会、会計管理者、管理課
- 消防本部 - 消防長
  - 次長 - 総務課、予防課、警防課、指令課
  - 消防署長
    - 本署 - 消防1・2小隊、特別救助小隊、救急小隊、香春分遣所
    - 中隊長 - 分署

## 主力装備
- 本部指令車:1
- 指揮車:1
- 指令車:1
- 水槽付き消防ポンプ自動車:7
- 化学消防車:1
- 水槽車:4
- 救助工作車:1
- 水難救助車:1
- ボートトレーラー:1
- 資機材運搬車:2
- 30m級はしご車:1
- 高規格救急車:6
- 軽トラック:1
- マイクロバス:1
- 連絡車:2
- 調査車:3
- 広報車:5
- 乗用車:1

## 消防署
| 消防署         | 住所                   | 分署                                                                                                 | 分遣所                             |
| -------------- | ---------------------- | --- | ---------------------------------- |
| 田川地区消防署 | 田川市大字川宮1570番地 | 金田:田川郡福智町金田1368番地2 川崎:田川郡川崎町大字川崎366番地1 添田:田川郡添田町大字添田1280番地10 | 香春:田川郡香春町大字高野1211番地4 |